# Хорошевский (Орловская область)
Хорошевский — посёлок в Свердловском районе Орловской области. Входит в состав Красноармейского сельского поселения. Население — 203 чел. (2010).

## География
деревня находится по обоим берегам р. Масловка. Менее, чем в 6 км от деревни проходят административные границы Свердловского района с соседними: Глазуновским и Покровским районами.
Уличная сеть
Школьный пер., ул. Веселая, ул. Заводская, ул. Лесная, ул. Раздольная, ул. Строителей, ул. Хорошевская
Географическое положение
Расстояние до
районного центра посёлка городского типа Змиёвка: 15 км.
областного центра города Орёл: 54 км.
Ближайшие населённые пункты
Сандровка 2 км, Егорьевка 2 км, Березовка 3 км, Миловка 3 км, Куракинский 3 км, Никитовка 3 км, Экономичено 4 км, Поздеево 4 км, Богородицкое 4 км, Голятиха 5 км, Емельяновка 5 км, Борисовка 5 км, Степановка 6 км, Алексеевка 6 км, Золотой Рог 6 км, Верхняя Сергеевка 7 км, Панская 7 км, Алексеевка 7 км, Дубки 7 км, Столбецкое 8 км, Ясная Поляна 8 км

## Население
| 2002 | 2010 |
| ---- | ---- |
| 218  | ↘203 |

## Инфраструктура
Хорошевская основная общеобразовательная школа.
Хорошевская молочно-товарная ферма ЗАО «Куракинское». Осенью 2014 года заведующей Хорошевской МТФ Валентине Криворотовой присвоено Почетное звание «Заслуженный работник сельского хозяйства Российской Федерации», а нагрудный знак к Почетному званию и удостоверение к нему вручил Председатель Правительства РФ Дмитрий Медведев.

## Транспорт
Автодорога местного значения.
Поселковые (сельские) дороги.